# Brian Hart Ltd.

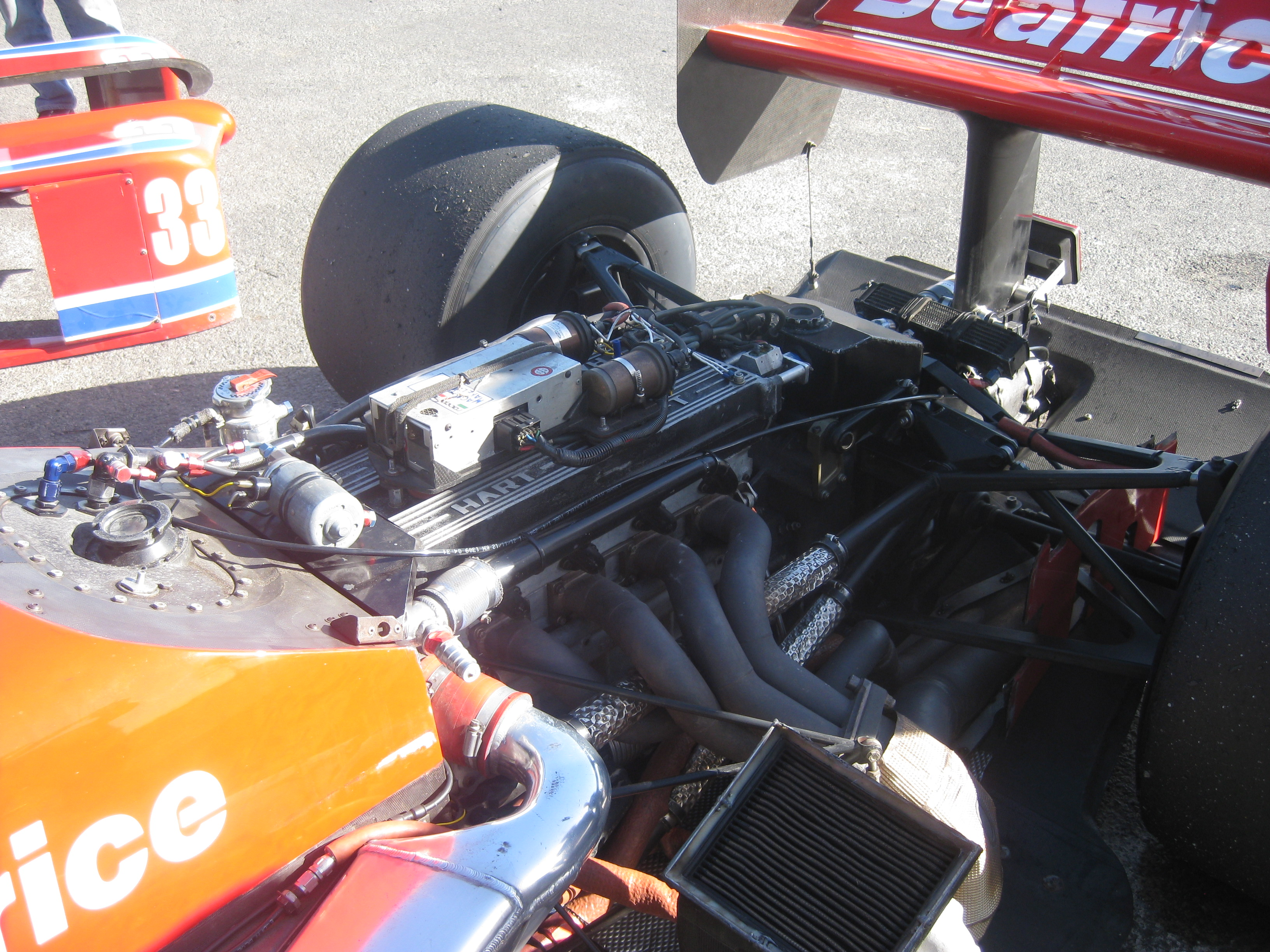
Motor Hart 415T.

Brian Hart Ltd. fue un fabricante de motores de automovilismo, fundada por el ingeniero inglés Brian Hart. Sus motores participaron en 157 Grandes Premios de Fórmula 1, en un total de 368 monoplazas, entre los años 1981 y 1999, siendo recordado además por su colaboración con la escudería Toleman a la cual proveyó de sus impulsores de manera exclusiva, desde su ingreso a la Fórmula 1 en 1981 hasta su desaparición en 1985, teniendo como notas sobresalientes tres podios logrados en 1984 por el brasileño Ayrton Senna.

## Historia
Hart Racing Engines pasó gran parte de la década de 1970 afinando motores para varios equipos independientes británicos en todos los niveles del automovilismo antes de construir en 1979-80 motores con turbocompresor para el equipo Toleman de Fórmula 2, que dominaba la Fórmula Dos británica.

### Entrada a la Fórmula 1
En 1981 Hart siguió a Toleman a la Fórmula 1, con un motor turbo de 4 cilindros de 1.5 litros. Sin embargo, el año fue un desastre debido a que el pequeño grupo de Brian Hart no pudo mantener el ritmo de desarrollo de equipos mejor financiados, y solo lograron calificar en par de carreras. A pesar de ello, la relación de Hart con Toleman se mantuvo por cinco años. Logró sus mejores resultados en 1984, cuando Ayrton Senna obtuvo tres podios.
Durante el periodo, los motores Hart fueron usados por otros tres equipos: RAM en 1984-85, Spirit también en 1984-85 y Haas Lola en 1985-86. Aunque ninguno de los equipos tuvo grandes logros, Hart se ganó una buena reputación por su excelente trabajo con presupuestos reducidos.

### Prohibición de los turbos
Tras la prohibición de los motores turbocargados en la Fórmula 1, Hart hizo algunos trabajos independientes, principalmente afinando motores Ford Cosworth DFR V8 para algunos equipos de Fórmula 1 como AGS, Tyrrell, Larrousse y Coloni en las temporadas 1990-91.

### Regreso a Fórmula 1
Hart regresó a la Fórmula 1 en 1993 con un motor V10 de 3.5 L totalmente construido por ellos mediante un contrato de dos años con el equipo Jordan. EL primer año resultó exitoso, ya que Rubens Barrichello terminó tercero en el Gran Premio del Pacífico de 1994 y obtuvo sus distintos pilotos obtuvieron el cuarto puesto en siete carreras. Con la restricción a 3.0 L en 1995, Hart construyó un motor V8 que fue usado por el equipo Arrows en 1995 y 1996, obteniendo un tercer lugar con Gianni Morbidelli en el Gran Premio de Australia de 1995. Para 1997 los motores fueron contratados por el equipo Minardi, que no obtuvo puntos, mientras Brian Hart diseñaba el nuevo motor Yamaha V10.
En 1998 Tom Walkinshaw adquirió la compañía y la renombró como Arrows para que encajara con su equipo de Fórmula 1. El Yamaha V10 fue modificado y corrió en 1998-99 como Arrows V10, con Mika Salo alcanzando un cuarto puesto en el Gran Premio de Mónaco de 1998. Frustrado por la falta de desarrollo, Brian Hart dejó Arrows en 1999 y el grupo de motores Arrows (anteriormente Hart Racing Engines) prácticamente desapareció cuando el equipo Arrows decidió usar motores Supertec en 2000.
A pesar de que un auto con motor Hart nunca ganó un Gran Premio, muchos pilotos han competido alguna vez en su carrera con motores Hart, incluyendo a Jarno Trulli, Eddie Irvine, Ayrton Senna, Rubens Barrichello y Derek Warwick.